# Mee pok

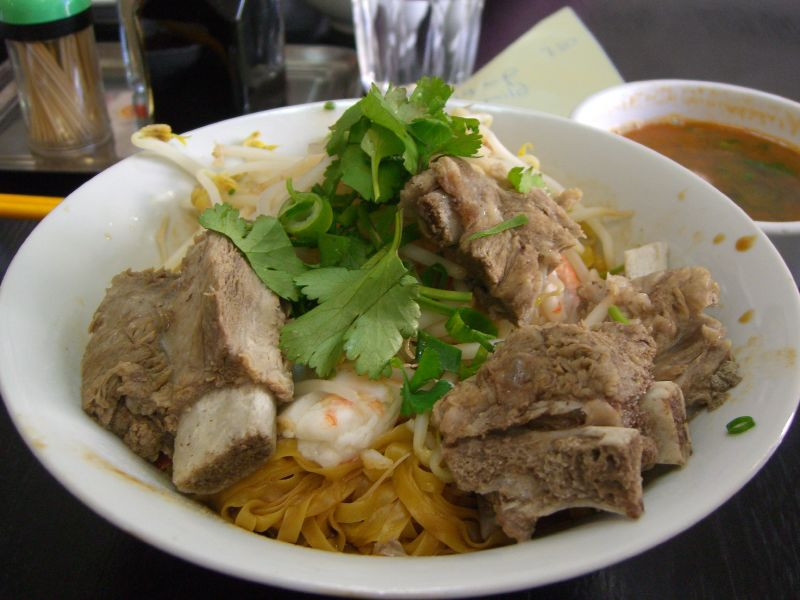
Costillas cocidas con gambas y mee pok (los fideos) se denomina: Chom Chom.

El mee pok (en chino tradicional, 麪薄; en chino simplificado, 面薄; pinyin, miàn báo) es un tipo de fideo chino que posee como características ser plano y de color amarillo, a menudo varía de grosor y de anchura. El plato es originario de Teochew y es muy popular en Singapur, Malasia y Tailandia. El plato de fideos es servido junto con una salsa (que es denominada a menudo de forma inapropiada como "aliño" o "tah" en Min nan/Hokkien), a veces es servida en una sopa (a la que se suele referirse como "terng"). Se suele poner en la parte superior de los fideos carne y algunas verduras .

## Tipos
El mee pok puede ser categorizado en dos variantes, el mee pok con albóndigas de pescado (denominado como: hee wan mee), y el mee pok con carne picada y setas (bak chor mee). el Bak chor mee se elabora exclusivamente con fideos planos, mientras que el hee wan mee puede elaborarse con otro tipo de fideos. Véase fideos chinos para saber la variedad de ellos empleados en el Bak chor mee. El mee pok es una especie de aperitivo que se suele servir en los centros de comida rápida y Kopitiam en Singapur, por regla general más de un puesto los puede vender y se mezclan con otros platos de fideos chinos.